# Junko Sakurada
Pour les articles homonymes, voir Sakurada.
Junko Sakurada (桜田 淳子, Sakurada Junko) est une actrice et chanteuse japonaise née en 1958. Elle débute en 1973, sort de nombreux disques jusqu'en 1983, et cesse ses activités artistiques en 1993, après avoir publiquement rejoint l'Église de l'Unification et s’être mariée lors d'un mariage collectif organisé par Sun Myung Moon.

## Discographie

### Albums
Albums studio
- Soyokaze No Tenshi (そよ風の天使) - 1973-06-25
- Watashi No Aoi Tori (ja) (わたしの青い鳥) - 1973-09-25
- Junko To Hana Monogatari (淳子と花物語) - 1974-01-10
- San Shoku Sumire (三色すみれ) - 1973-03-25
- Jurokusai No Kanjou (16才の感情) - 1974-08-25
- Spoon Ippai No Shiawase (スプーン一杯の幸せ) - 1975-03-25
- Watashi No Sugao (わたしの素顔) - 1975-07-05
- Seishun Zenki (青春前期)' - 1976-04-05
- Atsui Kokoro No Shoutaijou (熱い心の招待状) - 1976-12-05
- Love (ラブ) - 1977-07-25
- Shiawase Shibai (しあわせ芝居) - 1977-12-05
- Stained Glass (ステンドグラス) - 1978-04-25
- Hatachi Ni Nareba (20才になれば) - 1978-10-25
- Ai No Romance (愛のロマンス) - 1979-03-05
- Ichimai No He (一枚の絵) - 1979-06-01
- Party Is Over (パーティー・イズ・オーバー) - 1979-09-05
- Anata Kamo Shirenai (あなたかもしれない) - 1981-03-05
- My Dear - 1981-11-05
- Naturally (ナチュラリー) - 1983-09-23

Albums Live
- Jurokusai No Recital (16才のリサイタル) - 1974-12-21
- Viva Seventeen (ビバ・セブンティーン) - 1975-12-21
- Seishun Zanka - Recital 3 (青春讃歌〜リサイタル3) - 1976-12-21
- Junko Recital 4 (淳子リサイタル4) - 1977-12-21
- Junko Recital 5 (淳子リサイタル5) - 1978-12-21
- Junko Super Live (淳子スーパーライブ) - 1979-12-21
- Shishousetsu (私小説) - 1980-12-21

Compilations
- Grand Deluxe (グランド・デラックス) - 1974-07-05
- Best Collection '75 (ベストコレクション'75) - 1974-12-05
- Super Deluxe (スーパー・デラックス) - 1975-08-05
- Best Collection '76 (ベストコレクション'76) - 1975-11-20
- Best Hit Album (ベスト・ヒット・アルバム) - 1976-10-25
- Junko (淳子) - 1977-06-25
- Best Hit Album (ベスト・ヒット・アルバム) - 1978-06-25
- Shiawase Shibai/Watashi No Aoi Tori (しあわせ芝居／わたしの青い鳥)' - 1979-07-01
- Best Album - My Road (ベストアルバム My Road) - 1980-12-05
- COLEZO! Junko Sakurada - Best (COLEZO! 桜田淳子ベスト) - 2005-03-09
- COLEZO! TWIN Junko Sakurada (COLEZO! TWIN 桜田淳子) - 2005-12-16
- GOLDEN BEST Junko Sakurada (GOLDEN☆BEST 桜田淳子) - 2007-07-25
- GOLDEN BEST - Complete Single Collection (GOLDEN☆BEST コンプリート・シングル・コレクション) - 2009-09-16

## Filmographie
- 1975 : Spoon Ippai no Shiawase (スプーン一杯の幸せ) (Shochiku)
- 1975 : C'est dur d'être un homme : Intellectuellement vôtre (男はつらいよ 葛飾立志篇, Otoko wa tsurai yo: Katsushika risshihen?) de Yōji Yamada : Junko
- 1975 : Hana no Kō ni Torio - Hatsukoi Jidai (花の高二トリオ・初恋時代) (Shochiku)
- 1976 : Isho - Shiroi Shōjo (遺書・白い少女) (Shochiku)
- 1976 : Wakai Hito (若い人) (Toho)
- 1977 : Aijō no Sekkei (愛情の設計) (Shochiku)
- 1978 : Ai no Arashi no Naka de (愛の嵐の中で) (Toho)
- 1979 : La Maison du pendu (病院坂の首縊りの家, Byōinzaka no kubikukuri no ie?) de Kon Ichikawa
- 1980 : Dōran (動乱?) de Shirō Moritani : Yoko Takami
- 1987 : Itazu (イタズ) (Toei)
- 1988 : Umi e (海へ See You) de Koreyoshi Kurahara (Toho)
- 1989 : Zennin no Jōken (善人の条件) (Shochiku)
- 1989 : Hana no Furu Gogo (花の降る午後) (Toho)
- 1990 : Aurora no Shita de (オーロラの下で) (Toei)
- 1990 : Shiroi Te (白い手) (Toho)
- 1991 : Mandara (曼荼羅 若き日の弘法大師, Wakai Hi no Kōbōdaishi) (Toho-Towa)
- 1993 : Déménagement (お引越し, Ohikkoshi) de Shinji Sōmai (Kadokawa Pictures)